# 利艾利艾

利艾利艾（西班牙語：Llay-Llay），是智利的城鎮，位於該國中部瓦爾帕萊索大區的聖費利佩德阿空加瓜省，面積349.1平方公里，海拔高度385米，2012年人口22,659人，人口密度每平方公里65人。
32°50′25″S 70°56′54″W / 32.84028°S 70.94833°W